# Rousettus amplexicaudatus
Il rossetto di Geoffroy (Rousettus amplexicaudatus  Geoffroy, 1810) è un pipistrello appartenente alla famiglia degli Pteropodidi, diffuso nella regione Indomalese e parte della regione australasiana.

## Descrizione

### Dimensioni
Pipistrello di medie dimensioni con la lunghezza della testa e del corpo tra 105 e 115 mm, la lunghezza dell'avambraccio tra 75 e 87 mm, la lunghezza della coda tra 15 e 21 mm, la lunghezza del piede tra 20 e 23 mm, la lunghezza delle orecchie tra 16,5 e 20 mm e un peso fino a 80 g.

### Aspetto
La pelliccia è corta e sparsa, eccetto la presenza di lunghi peli sul collo e sotto il mento. Le parti dorsali variano dal marrone scuro al bruno-olivastro scuro, più chiaro sulla nuca, mentre le parti ventrali sono grigio-brunastre. Nei maschi è presente un collare più chiaro. Il muso è lungo ed affusolato, gli occhi sono grandi. Le orecchie sono relativamente più strette rispetto al rossetto di Leschenault, hanno l'estremità arrotondata e un lobo antitragale piccolo ed arrotondato. La tibia è relativamente più corta e priva di peli. Le membrane alari sono marroni scure. La coda è relativamente lunga, il calcar è ben sviluppato, mentre l'uropatagio è ridotto ad una sottile membrana lungo la parte interna degli arti inferiori. I maschi sono leggermente più grandi delle femmine.

## Biologia

### Comportamento
Si rifugia all'interno di grotte dove forma colonie di diverse migliaia di individui spesso insieme al pipistrello mattutino. Esemplari sono stati osservati anche in crepacci e vecchie tombe. Utilizza l'ecolocazione in maniera rudimentale, gli ultrasuoni vengono prodotti dallo schioccare della lingua sul palato. Di notte, può volare molte miglia alla ricerca di cibo.

### Alimentazione
Si nutre prevalentemente di frutta coltivata, tra le quali Banane, Mango, Chico, Guava e diverse specie native di Ficus. Sull'isola di Timor è stato visto nutrirsi di frutti di Muntingia.

### Riproduzione
Le femmine partoriscono un piccolo alla volta due volte l'anno, con un intervallo di 4-5 mesi. La stagione riproduttiva va da dicembre a giugno. La gestazione dura tra i 3,5-4,5 mesi, l'allattamento tra i 2,5-3 mesi. La prima gestazione avviene dopo 8-12 mesi di vita. I piccoli convivono con le madri fino all'età adulta. 

## Distribuzione e habitat
Questa specie è diffusa in Cina meridionale, Indocina, Indonesia, Filippine, Nuova Guinea, Isole Salomone e alcune isole vicine.
Vive in molteplici tipi di habitat, incluse le foreste secondarie, le aree agricole, giardini, frutteti e anche, meno comunemente, le foreste tropicali umide fino a 2 200 metri di altitudine.

## Tassonomia
Sono state riconosciute 5 sottospecie:
- R.a. amplexicaudatus: Provincia cinese meridionale dello Yunnan, Thailandia, Laos, Cambogia, Vietnam, Penisola Malese, Sumatra, Enggano, Borneo; Isole Filippine: Apo, Balabac, Bantayan, Barit, Biliran, Bohol, Boracay, Busuanga, Calayan, Caluya, Camotes, Carabao, Catanduanes, Cebu, Dalupiri, Dinagat, Fuga, Guimaras, Guintarcan, Jolo, Leyte, Lubang, Luzon, Marinduque, Maripipi, Mindanao, Mindoro, Negros, Palaui, Palawan, Panay, Polillo, Romblon, Samal, Samar, Semirara, Siargao, Sibay, Sibuyan, Siquijor, Tablas, Tandubas, Tincansan; Sulawesi, Peleng, Muna, Isole Sula: Sanana; Isole Togian: Malenge, Batu Daka;
- R.a. brachyotis (Dobson, 1877): Isole Molucche. Halmahera, Ambon, Buru, Seram, Bisa, Ternate, Bacan, Morotai; Isole Tanimbar: Yamdena, Selaru; Nuova Guinea, Yapen, Batanta, Salawati, Waigeo, Mansuar, Fergusson, Arcipelago delle Bismarck: Nuova Britannia, Nuova Irlanda, Isola del Duca di York, Admosin, Bagabag, Emirau, Manus, Mussau, Tabar;
- R.a. hedigeri (Pohle, 1952): Isole Salomone: Buka, Bougainville, Fauro, Shortland, Choiseul, Ysabel, San Jorge, Vangunu, Vella Lavella, Kolombangara, Nuova Georgia, Guadalcanal, Malaita, Nggela, Tulagi, Makira;
- R.a. infumatus (Gray, 1871): Lombok, Sumbawa, Moyo, Sangeang, Komodo, Rinca, Flores, Sumba, Savu, Alor, Pantar, Lembata, Adonara, Timor, Semau, Roti, Kisar, Wetar;
- R.a. minor (Dobson, 1873): Krakatau, Giava, Bali, Nusa Penida, Madura, Kangean.

## Conservazione
La IUCN Red List, considerato il vasto areale, la popolazione numerosa e la presenza in diverse aree protette, classifica R.amplexicaudatus come specie a rischio minimo (Least Concern)).